# Азербайджан на літніх Олімпійських іграх 2008
Азербайджан на літніх Олімпійських іграх 2008 у Пекіні був представлений у 10 видах спорту: легка атлетика, бокс, кінний спорт, художня гімнастика, дзюдо, стрільба, плавання, тхеквондо, важка атлетика і боротьба. До складу збірної Азербайджану увійшли 44 особи (30 чоловіків і 14 жінок). Прапороносцем на церемонії відкриття Олімпіади став борець Фарід Мансуров, а на церемонії закриття — боксер Шахін Імранов.
Азербайджан учетверте взяв участь у літніх Олімпійських іграх. Азербайджанські спортсмени здобули 7 медалей: одну золоту, дві срібні та шість бронзових. Проте 17 листопада 2016 року Міжнародний олімпійський комітет дискваліфікував борця Віталія Рагімова і позбавив його олімпійської срібної медалі після виявлення заборонених препаратів у повторному аналізі його допінг-проби, взятої у 2008 році.. Збірна Азербайджану посіла 40-ве загальнокомандне неофіційне місце.

## Медалі
| Медаль | Спортсмен       | Вид спорту | Змагання  | Дата      |
| ------ | --------------- | ---------- | --------- | --------- |
| Золото | Елнур Маммадлі  | Дзюдо      | до 73 кг  | 11 серпня |
| Срібло | Ровшан Байрамов | Боротьба   | до 55 кг  | 12 серпня |
| Срібло | Віталій Рагімов | Боротьба   | до 60 кг  | 12 серпня |
| Бронза | Мовлуд Міралієв | Дзюдо      | до 100 кг | 14 серпня |
| Бронза | Марія Стадник   | Боротьба   | до 48 кг  | 16 серпня |
| Бронза | Хетаг Газюмов   | Боротьба   | до 96 кг  | 21 серпня |
| Бронза | Шахін Імранов   | Бокс       | до 57 кг  | 22 серпня |

### За видом спорту
| Медалі за видом спорту | Медалі за видом спорту | Медалі за видом спорту | Медалі за видом спорту | Медалі за видом спорту |
| ---------------------- | ---------------------- | ---------------------- | ---------------------- | ---------------------- |
| Вид спорту             | 1                      | 2                      | 3                      | Разом                  |
| Бокс                   | 0                      | 0                      | 1                      | 1                      |
| Дзюдо                  | 1                      | 0                      | 1                      | 2                      |
| Боротьба               | 0                      | 1                      | 2                      | 3                      |
| Разом                  | 1                      | 1                      | 4                      | 6                      |

## Склад Азербайджанської олімпійської команди
| Вид спорту     | Чоловіки | Жінки | Всього |
| -------------- | -------- | ----- | ------ |
| Легка атлетика | 2        | 0     | 2      |
| Бокс           | 2        | 0     | 2      |
| Кінний спорт   | 1        | 0     | 1      |
| Гімнастика     | 0        | 8     | 8      |
| Дзюдо          | 5        | 1     | 6      |
| Стрільба       | 0        | 1     | 1      |
| Плавання       | 1        | 1     | 2      |
| Тхеквондо      | 1        | 0     | 1      |
| Важка атлетика | 5        | 0     | 5      |
| Боротьба       | 13       | 3     | 16     |
| Разом          | 30       | 14    | 44     |

## Бокс
| Спортсмен     | Категорія | 1/32                         | 1/16                           | Чвертьфінал                   | Півфінал               | Фінал              | Місце      |
| Спортсмен     | Категорія | Суперник Результат           | Суперник Результат             | Суперник Результат            | Суперник Результат     | Суперник Результат | Місце      |
| ------------- | --------- | ---------------------------- | ------------------------------ | ----------------------------- | ---------------------- | ------------------ | ---------- |
| Самір Мамедов | до 51 кг  | Абделілла Найла (MAR) W 19–4 | Сомжит Джонгжохор (THA) L 2–10 | не пройшов                    | не пройшов             | не пройшов         | не пройшов |
| Шахін Імранов | до 57 кг  | Галіб Жафаров (KAZ) W 9–5    | Ніколоз Ізорія (GEO) W 18–9    | Ідель Торрьєнте (CUB) W 16–14 | Хедафі Джелхір (FRA) L | не пройшов         | 3          |

## Боротьба
Чоловіки
Вільна боротьба
| Спортсмен               | Категорія | Кваліфікація                       | 1/16                           | Чвертьфінал                 | Півфінал                    | Втішний раунд 1           | Втічний раунд 2             | Фінал                        | Фінал |
| Спортсмен               | Категорія | Суперник Результат                 | Суперник Результат             | Суперник Результат          | Суперник Результат          | Суперник Результат        | Суперник Результат          | Суперник Результат           | Місце |
| ----------------------- | --------- | ---------------------------------- | ------------------------------ | --------------------------- | --------------------------- | ------------------------- | --------------------------- | ---------------------------- | ----- |
| Намік Севдімов          | −55 кг    | Bye                                | Ян Кьон Іл (PRK) W 3–1         | Кім Гьо Суб (KOR) W 3–1     | Генрі Сехудо (USA) L 1–3    | Bye                       | Bye                         | Радослав Великов (BUL) L 1–3 | 5     |
| Зелімхан Гусейнов       | −60 кг    | Мавлет Батиров (RUS) L 0–3         | не пройшов                     | не пройшов                  | не пройшов                  | Яндро Кінтана (CUB) W 3–1 | Мурад Рамазанов (MKD) W 3–1 | Морад Могаммаді (IRI) L 1–3  | 5     |
| Емін Азізов             | −66 кг    | Грегорі Саррасін (SUI) W 3–0       | Леонід Спиридонов (KAZ) L 0–3  | не пройшов                  | не пройшов                  | не пройшов                | не пройшов                  | не пройшов                   | 12    |
| Чамсулвара Чамсулвараєв | −74 кг    | Bye                                | Мурад Гайдаров (BLR) L 1–3     | не пройшов                  | не пройшов                  | не пройшов                | не пройшов                  | не пройшов                   | 15    |
| Науруз Темрезов         | −84 кг    | Чагнаадоржийн Ганзоріг (MGL) W 3–1 | Реза Яздані (IRI) W 5–0        | Георгій Кетоєв (RUS) L 1–3  | не пройшов                  | не пройшов                | не пройшов                  | не пройшов                   | 7     |
| Хетаг Газюмов           | −96 кг    | Матеуш Гукман (POL) W 3–0          | Вінсент Ака-Акессе (FRA) W 3–0 | Курбан Курбанов (UZB) W 3–0 | Ширвані Мурадов (RUS) L 1–3 | Bye                       | Bye                         | Георгій Тібілов (UKR) W 3–0  | 3     |
| Алі Ісаєв               | −120 кг   | Bye                                | Артур Таймазов (UZB) L 1–3     | не пройшов                  | не пройшов                  | Bye                       | Дісней Родрігес (CUB) L 0–5 | не пройшов                   | 14    |

Греко-римська боротьба
| Спортсмен       | Категорія | Кваліфікація               | 1/16                            | Чвертьфінал                 | Півфінал                        | Втішний раунд 1    | Втічний раунд 2      | Фінал                        | Фінал             |
| Спортсмен       | Категорія | Суперник Результат         | Суперник Результат              | Суперник Результат          | Суперник Результат              | Суперник Результат | Суперник Результат   | Суперник Результат           | Місце             |
| --------------- | --------- | -------------------------- | ------------------------------- | --------------------------- | ------------------------------- | ------------------ | -------------------- | ---------------------------- | ----------------- |
| Ровшан Байрамов | −55 кг    | Bye                        | Мостафа Могамед (EGY) W 3–0     | Ягнієр Ернандес (CUB) W 3–1 | Роман Амоян (ARM) W 3–1         | Bye                | Bye                  | Назир Манкієв (RUS) L 1–3    | 2                 |
| Віталій Рагімов | −60 кг    | Шен Цзян (CHN) W 3–1       | Еусебіо Діакону (ROU) W 3–1     | Армен Назарян (BUL) W 3–1   | Нурбакит Тенгізбаєв (KAZ) W 3–0 | Bye                | Bye                  | Ісламбек Альбієв (RUS) L 0–3 | дискваліфікований |
| Фарід Мансуров  | −66 кг    | Bye                        | Армен Варданян (UKR) L 0–3      | не пройшов                  | не пройшов                      | не пройшов         | не пройшов           | не пройшов                   | 19                |
| Ілгар Абдулов   | −74 кг    | Шереф Тюфенк (TUR) W 3–1   | Вартерес Самургашев (RUS) L 0–5 | не пройшов                  | не пройшов                      | не пройшов         | не пройшов           | не пройшов                   | 12                |
| Шалва Гадабадзе | −84 кг    | Bye                        | Гайкель Ачурі (TUN) W 3–0       | Золтан Фодор (HUN) L 1–3    | не пройшов                      | Bye                | Ма Сан'ї (CHN) L 1–3 | не пройшов                   | 8                 |
| Антон Ботев     | −120 кг   | Давид Салдадзе (UZB) W 3–1 | Джалмар Сьоберг (SWE) L 0–3     | не пройшов                  | не пройшов                      | не пройшов         | не пройшов           | не пройшов                   | 9                 |

Жінки
Вільна боротьба
| Спортсмен      | Категорія | Кваліфікація       | 1/16                      | Чвертьфінал        | Півфінал           | Втішний раунд 1    | Втічний раунд 2          | Фінал                      | Фінал |
| Спортсмен      | Категорія | Суперник Результат | Суперник Результат        | Суперник Результат | Суперник Результат | Суперник Результат | Суперник Результат       | Суперник Результат         | Місце |
| -------------- | --------- | ------------------ | ------------------------- | ------------------ | ------------------ | ------------------ | ------------------------ | -------------------------- | ----- |
| Марія Стадник  | −48 кг    | Bye                | Керол Він (CAN) L 1–3     | не пройшов         | не пройшов         | Bye                | Кім Хьон Чо (KOR) W 3–1  | Тетяна Бакатюк (KAZ) W 3–1 | 3     |
| Олена Комарова | −55 кг    | Н/Д                | Наталія Гольц (RUS) L 0–3 | не пройшла         | не пройшла         | не пройшла         | не пройшла               | не пройшла                 | 15    |
| Олеся Замула   | −63 кг    | Bye                | Ітьо Каорі (JPN) L 0–3    | не пройшов         | не пройшов         | Bye                | Ренді Міллер (USA) L 0–5 | не пройшов                 | 16    |

## Важка атлетика
| Спортсмен       | Дисципліна         | Ривок     | Ривок | Поштовх   | Поштовх      | Разом | Місце        |
| Спортсмен       | Дисципліна         | Результат | Місце | Результат | Місце        | Разом | Місце        |
| --------------- | ------------------ | --------- | ----- | --------- | ------------ | ----- | ------------ |
| Сардар Гасанов  | до 62 кг, чоловіки | 128       | =12   | 152       | не фінішував | 128   | не фінішував |
| Афган Байрамов  | до 69 кг, чоловіки | 145       | =10   | 175       | 7            | 320   | 7            |
| Туран Мірзаєв   | до 69 кг, чоловіки | 146       | =8    | 181       | 5            | 327   | 5            |
| Інтигам Загіров | до 85 кг, чоловіки | 166       | 8     | 195       | 9            | 361   | 9            |
| Нізамі Пашаєв   | до 94 кг, чоловіки | 181       | 2     | 215       | =5           | 396   | 5            |

## Гімнастика

### Художня гімнастика
| Гімнастка       | Дисципліна                  | Кваліфікація | Кваліфікація | Кваліфікація | Кваліфікація | Кваліфікація | Кваліфікація | Фінад      | Фінад      | Фінад      | Фінад      | Фінад      | Фінад      |
| Гімнастка       | Дисципліна                  | Мотузка      | Обруч        | Булави       | Стрічка      | Разом        | Мотузка      | Обруч      | Булави     | Стрічка    | Разом      | Місце      |            |
| --------------- | --------------------------- | ------------ | ------------ | ------------ | ------------ | ------------ | ------------ | ---------- | ---------- | ---------- | ---------- | ---------- | ---------- |
| Алія Гараєва    | індивідуальне багатоборство | 17.875       | 16.850       | 17.625       | 16.850       | 69.200       | 7 Q          | 17.750     | 18.075     | 17.225     | 16.625     | 69.675     | 6          |
| Динара Гіматова | індивідуальне багатоборство | 16.275       | 16.775       | 16.600       | 16.875       | 66.525       | 11           | не пройшла | не пройшла | не пройшла | не пройшла | не пройшла | не пройшла |

| Гімнастки                                                                              | Дисципліна             | Кваліфікація | Кваліфікація      | Кваліфікація | Кваліфікація | Фінал     | Фінал             | Фінал  | Фінал |
| Гімнастки                                                                              | Дисципліна             | 5 мотузок    | 3 обручі 2 булави | Разом        | Місце        | 5 мотузок | 3 обручі 2 булави | Разом  | Місце |
| -------------------------------------------------------------------------------------- | ---------------------- | ------------ | ----------------- | ------------ | ------------ | --------- | ----------------- | ------ | ----- |
| Анна Бітієва Діна Горіна Вафа Гусейнова Анастасія Прасолова Аліна Трепіна Валерія Єгай | командне багатоборство | 15.575       | 15.875            | 31.450       | 8 Q          | 16.075    | 15.500            | 31.575 | 7     |

## Дзюдо
| Спортсмен       | Категорія           | 1/64               | 1/32                                   | 1/16                                | Чвертьфінал                         | Півфінал                                | Втішний раунд 1                  | Втішний раунд 2               | Втішний раунд 3    | Фінал / ББ                           | Фінал / ББ |
| Спортсмен       | Категорія           | Суперник Результат | Суперник Результат                     | Суперник Результат                  | Суперник Результат                  | Суперник Результат                      | Суперник Результат               | Суперник Результат            | Суперник Результат | Суперник Результат                   | Місце      |
| --------------- | ------------------- | ------------------ | -------------------------------------- | ----------------------------------- | ----------------------------------- | --------------------------------------- | -------------------------------- | ----------------------------- | ------------------ | ------------------------------------ | ---------- |
| Раміль Гасимов  | до 66 кг, чоловіки  | Bye                | Алім Гаданов (RUS) L 0101–0120         | не пройшов                          | не пройшов                          | не пройшов                              | не пройшов                       | не пройшов                    | не пройшов         | не пройшов                           | не пройшов |
| Елнур Маммадлі  | до 73 кг, чоловіки  | Н/Д                | Дірк ван Тіхельт (BEL) W 1000–0000     | Костянтин Семенов (BLR) W 1001–0001 | Кім Чольсу (PRK) W 0200–0000        | Алі Малумат (IRI) W 1000–0000           | Bye                              | Bye                           | Bye                | Ван Гі Чхун (KOR) W 1000–0000        | 1          |
| Мехман Азізов   | до 81 кг, чоловіки  | Bye                | Оле Бішоф (GER) L 0011–0020            | не пройшов                          | не пройшов                          | не пройшов                              | Тревіс Стівенс (USA) L 0001–0200 | не пройшов                    | не пройшов         | не пройшов                           | не пройшов |
| Ельхан Мамедов  | до 90 кг, чоловіки  | Н/Д                | Нематулло Асронкулов (TJK) W 0011–0000 | Хуршид Набієв (UZB) W 0110–0010     | Іраклій Цирекідзе (GEO) L 0000–1000 | не пройшов                              | Bye                              | Гешам Месба (EGY) L 0010–0011 | не пройшов         | не пройшов                           | не пройшов |
| Мовлуд Міралієв | до 100 кг, чоловіки | Н/Д                | Хассан Аззун (ALG) W 1000–0001         | Леван Жоржоліані (GEO) W 1010–0000  | Даніель Брата (ROU) W 0110–0000     | Найдангийн Тувшинбаяр (MGL) L 0010–0120 | Bye                              | Bye                           | Bye                | Пжемислав Матіяшек (POL) W 0110–0001 | 3          |
| Кіфаят Гасимова | до 57 кг, жінки     | Bye                | Сато Айко (JPN) L 0100–1001            | не пройшла                          | не пройшла                          | не пройшла                              | не пройшла                       | не пройшла                    | не пройшла         | не пройшла                           | не пройшла |

## Кінний спорт
Конкур
| Спортсмен      | Кінь              | Дисципліна            | Кваліфікація | Кваліфікація | Кваліфікація | Кваліфікація | Кваліфікація | Кваліфікація | Кваліфікація | Кваліфікація | Фінал      | Фінал      | Фінал      | Фінал      | Фінал      | Фінал      |            |
| Спортсмен      | Кінь              | Дисципліна            | Раунд 1      | Раунд 1      | Раунд 2      | Раунд 2      | Раунд 2      | Раунд 3      | Раунд 3      | Раунд 3      | Раунд A    | Раунд A    | Раунд B    | Раунд B    | Разом      | Разом      |            |
| Спортсмен      | Кінь              | Дисципліна            | Штрафні      | Місце        | Штрафні      | Разом        | Місце        | Штрафні      | Разом        | Місце        | Штрафні    | Місце      | Штрафні    | Місце      | Штрафні    | Місце      |            |
| -------------- | ----------------- | --------------------- | ------------ | ------------ | ------------ | ------------ | ------------ | ------------ | ------------ | ------------ | ---------- | ---------- | ---------- | ---------- | ---------- | ---------- | ---------- |
| Джамал Рагімов | Ionesco De Brekka | індивідуальний конкур | 1            | =14          | Eliminated   | Eliminated   | Eliminated   | не пройшов   | не пройшов   | не пройшов   | не пройшов | не пройшов | не пройшов | не пройшов | не пройшов | не пройшов | не пройшов |

## Легка атлетика
| Спортсмен      | Дисципліна      | Гіт/Кваліфікація | Гіт/Кваліфікація | Чвертьфінал | Чвертьфінал | Півфінал   | Півфінал   | Фінал      | Фінал      |
| Спортсмен      | Дисципліна      | Результат        | Місце            | Результат   | Місце       | Результат  | Місце      | Результат  | Місце      |
| -------------- | --------------- | ---------------- | ---------------- | ----------- | ----------- | ---------- | ---------- | ---------- | ---------- |
| Руслан Аббасов | 100 м, чоловіки | 10.58            | 5                | не пройшов  | не пройшов  | не пройшов | не пройшов | не пройшов | не пройшов |
| Раміль Гулієв  | 200 м, чоловіки | 20.78            | 2 Q              | 20.66       | 5           | не пройшов | не пройшов | не пройшов | не пройшов |

## Плавання
| Спортсмен          | Дисципліна                    | Гіт     | Гіт   | Півфінал   | Півфінал   | Фінал      | Фінал      |
| Спортсмен          | Дисципліна                    | Час     | Місце | Час        | Місце      | Час        | Місце      |
| ------------------ | ----------------------------- | ------- | ----- | ---------- | ---------- | ---------- | ---------- |
| Турал Аббасов      | 50 м вільним стилем, чоловіки | 26.31   | 78    | не пройшов | не пройшов | не пройшов | не пройшов |
| Оксана Гатамханова | 100 м брасом, жінки           | 1:20.22 | 46    | не пройшла | не пройшла | не пройшла | не пройшла |

## Стрільба
| Спортсмен              | Дисципліна   | Кваліфікація | Кваліфікація | Фінал      | Фінал      |
| Спортсмен              | Дисципліна   | Бали         | Місце        | Бали       | Місце      |
| ---------------------- | ------------ | ------------ | ------------ | ---------- | ---------- |
| Земфіра Мефтахетдінова | скит (жінки) | 63           | 15           | не пройшла | не пройшла |

## Тхеквондо
| Спортсмен     | Дисципліна          | 1/16                          | Чвертьфінал                | Півфінал              | Втішний раунд      | Бій за бронзу            | Фінал              | Фінал |
| Спортсмен     | Дисципліна          | Суперник Результат            | Суперник Результат         | Суперник Результат    | Суперник Результат | Суперник Результат       | Суперник Результат | Місце |
| ------------- | ------------------- | ----------------------------- | -------------------------- | --------------------- | ------------------ | ------------------------ | ------------------ | ----- |
| Рашад Ахмедов | до 80 кг (чоловіки) | Хікмат Абдулкадер (QAT) W 5–0 | Себастьєн Мішо (CAN) W 0–0 | Гаді Саеї (IRI) L 1–4 | Bye                | Стівен Лопес (USA) L 2–3 | не пройшов         | 5     |

## См. також
- Азербайджан на літніх Паралімпійських іграх 2008